# Ksenija Toehaj
Ksenija Toehaj (Wit-Russisch: Ксенія Тоўгай) (Minsk, 1 juli 1995) is een Wit-Russisch voormalig wielrenster. Ze reed vanaf 2014 vier jaar bij de Italiaanse ploeg BePink.
In 2013 werd ze derde op het Europees kampioenschap op de weg bij de junioren in het Tsjechische Olomouc. In 2016 won ze de jongerenklassementen in de Franse etappekoersen Route de France en Tour de l'Ardèche.

## Palmares
2013

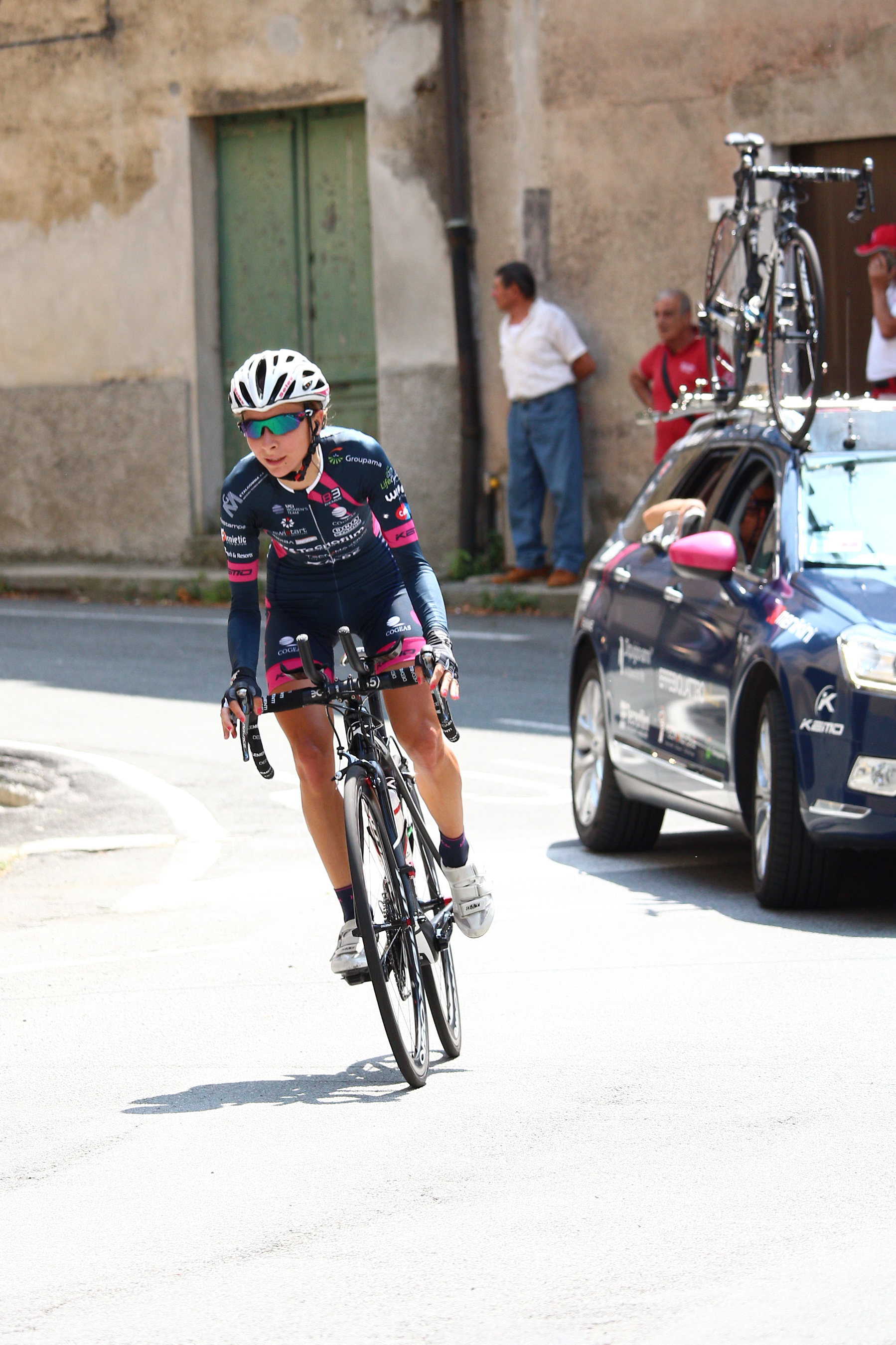
Tuhai in de tijdrit van de Giro Rosa 2016.

- Europees kampioenschap op de weg, junior

2014
- Wit-Russisch kampioenschap op de weg

2016
- Jongerenklassement Route de France
- Jongerenklassement Tour de l'Ardèche
- Wit-Russisch kampioenschap op de weg